# 振替休業
振替休業（ふりかえきゅうぎょう）とは、小学校・中学校・高等学校などで、児童・生徒が修学旅行などで休日の時に帰ってくる場合や休日をまたがる場合、または、休日に何らかの行事で学校に生徒を登校させる場合、この振替休業（学校では振り替え休校）の時間割を利用する。学校によっては繰替休業と表記する場合もある。
巻紙式時間割では特別な時間割は設定されない場合が多く、この場合、その時間割を使った日が休校となる （例えば、日曜日または祝日が出校日の場合は多くは月曜日または平日に採用された。2002年度以降、日曜日・祝日・土曜日が出校日の場合は多くは月曜日または平日に採用される。）。
官公庁などにおいても、何らかの理由で本来の休日に出勤せざるを得ない場合、その代わりの休業日を設けることがある。逆に、平日を休業日としている企業では、本来の休業日が祝日の場合は営業し、その代わりに他の平日を休業日とする場合もある。